# Kill (Kildare)
Kill (forma anglicizzata) o An Chill (in irlandese) è una cittadina nella contea di Kildare, in Irlanda.